# Geof Darrow
Geofrey Darrow, detto Geof (Iowa, 21 ottobre 1955), è un fumettista statunitense.
Darrow è anche un disegnatore di cartoni animati, inoltre collabora con il cinema sia come designer sia come storyboarder.

## Carriera
L'ispirazione a diventare illustratore e disegnatore di fumetti nasce negli anni settanta quando per caso si imbatte nel libro History of the Comic Strip di Maurice Horne. Prima di allora non aveva idea che esistesse un variegato e affascinante mondo fumettistico al di fuori di quello statunitense, dominato dal genere supereroistico. Comincia ad interessarsi ai fumetti provenienti dall'Europa e dal Giappone. Rimane affascinato dall'Astro Boy di Osamu Tezuka, dal Tintin di Hergé della scuola franco belga, e dal Corto Maltese di Hugo Pratt. Ma l'autore che lo sorprende maggiormente è Moebius, in particolare con l'opera Blueberry. Grazie al catalogo The Buyer's Guide comincia a scoprire diversi altri autori europei e per potersi permettere di leggere i loro fumetti cerca di risparmiare soldi lavorando come giardiniere nel tempo libero. In questo modo riesce a comprare le opere di quelli che definisce la Trinità dei Geni. Si tratta di Blueberry di Mobius, Valerian di Jean-Claude Mezieres e Pierre Christine, e Bernard Prince di Hermann. Da allora questi artisti e i loro fumetti sono il suo landmark di riferimento come illustratore e disegnatore. Inoltre hanno alimentato quell'aspetto della sua creatività che Geof ritiene fondamentale, ovvero la curiosità. Nel corso degli anni non ha mai smesso di comprare albi di provenienza estera (non a stelle e strisce), anche se molti, non essendo tradotti in inglese, rimangono per lui illeggibili. Quello che importa però è la potenza e la costruzione delle tavole, oltre alla consapevolezza che disegnare fumetti non significa necessariamente realizzare storie di super eroi. Geof arriva ad affermare:«La mia curiosità mi ha condotto a scoprire ogni sorta di maestro della narrativa a fumetti (per lo più) sconosciuto al di fuori del suo Paese e questa (ricerca) ha influenzato enormemente il mio stile di disegno. Mi ha esposto a molte delle possibilità (di espressione) offerte dal mondo dei fumetti. Mi ha spinto e formato in quell'artista che sono oggi, nel bene o, molto probabilmente, nel male».
Dopo studi artistici a Chicago, a 24 anni inizia a lavorare come direttore artistico nel settore audiovisivo. All'inizio degli anni ottanta entra negli studios di Hanna-Barbera Productions come animatore. Nel 1982 incontra Moebius sul set di Tron. Impressionato dal suo lavoro, Moebius gli chiede di illustrare Internal Transfer. Due anni più tardi, Darrow si sposta a Parigi, dove lavora con Moebius a La Cité Feu.
Nel 1986 crea il personaggio di Bourbon Thret, che sarà ripreso nell'album Comics and Stories. Riparte temporaneamente per gli Stati Uniti ma continua a lavorare anche per i suoi editori europei.
Moebius lo presenta successivamente a Frank Miller, con cui realizza Hard Boiled nel 1990, storia iper-violenta che gli permette di dar libero corso al suo senso dei dettagli e dell'eccesso. La coppia vince l'Eisner Award nel 1991.
Cinque anni più tardi realizzano ancora insieme Big Guy and Rusty The Boy Robot, omaggio evidente a Astro Boy di Osamu Tezuka e ai film di mostri degli anni cinquanta. Questa storia gli porta un secondo Eisner Award nel 1996. Un adattamento a disegni animati viene inoltre prodotto dalla Sony nel 1999, con la sua collaborazione.

Nel 1998, inizia a collaborare con i Wachowski per The Matrix. Realizza una parte dello storyboard (la sequenza del combattimento in metrò e altre) ed è responsabile del disegno delle macchine del mondo reale (le sentinelle, i gusci con i corpi e i feti, le torri). Inoltre disegna parte degli arredi e degli accessori.

Geof Darrow è un artista di produzione relativamente esigua ma di elevata qualità. Continua a collaborare con il cinema e disegna copertine. Progetta inoltre un disegno animato su Matrix. Risiede in Francia.

## Opere

### Fumetti

#### Dark Horse Comics
- Hard Boiled nn.1-3, Frank Miller (testi) - Geof Darrow (disegni), miniserie (conclusa), settembre 1991 - marzo 1992.
- Big Guy and the Rusty Boy Robot nn.1-2, Frank Miller (testi) - Geof Darrow (disegni), miniserie (conclusa), luglio-agosto 1995.
- Aliens: Havoc n.1, AA.VV. (testi e disegni), l'albo viene realizzato da decine di autori diversi e Geof Darrow partecipa ai disegni. Havoc è una miniserie di 2 albi. giugno 1997.
- The Shaolin Cowboy nn.1-4, Geof Darrow (testi e disegni), miniserie (conclusa), ottobre 2013 - febbraio 2014. Sequel di Shaolin Cowboy (2004-2007), l'opera viene raccolta in volume con il titolo The Shaolin Cowboy: Shemp Buffet.
- The Shaolin Cowboy: Who'll stop the reign nn.1-4, Geof Darrow (testi e disegni), miniserie (conclusa), aprile-luglio 2017.

#### Burlyman Entertainment
- The Matrix Comics n.1, albo antologico ispirato al film Matrix. Geof Darrow realizza i disegni per la storia Bits and Pieces of Information, scritta da Larry e Andy Wachowski, ottobre 2003.
- Shaolin Cowboy nn.1-7, Geof Darrow (testi e disegni), miniserie (conclusa), dicembre 2004 - maggio 2007.

### Giochi di carte
Dal 1996 ha realizzato alcune illustrazioni per il gioco di carte collezionabili Magic: l'Adunanza, edito dalla Wizards of the Coast:
- Ashen Powder (Polvere Cinerea), per il set Mirage.
- Carrion (Carogna), per il set Mirage.
- Goblin Scouts (Goblin Esploratori), per il set Mirage.
- Superior Numbers (Superiorità Numerica), per il set Mirage.
- Army Ants (Armata di Formiche), in collaborazione con I. Rabarot, per il set Visioni.
- Brood of Cockroaches (Nidiata di Blatte), in collaborazione con I. Rabarot, per il set Visioni.
- Goblin Swine-Rider (Goblin Cavalca-Porci), in collaborazione con I. Rabarot, per il set Visioni.
- Kyscu Drake (Draghetto di Kyscu), in collaborazione con I. Rabarot, per il set Visioni.
- Relentless Assault (Assalto Implacabile), in collaborazione con I. Rabarot, per il set Visioni.
- Spitting Drake (Draghetto Sputafuoco), in collaborazione con I. Rabarot, per il set Visioni.

## Premi
- 1991: Eisner Award - Miglior scrittore/disegnatore (con Frank Miller, per Hard Boiled - Dark Horse)
- 1996: Eisner Award - Miglior disegnatore/matitista/inchiostratore (per The Big Guy and Rusty the Boy Robot - Dark Horse/Legend)
- 2006: Eisner Award - Miglior scrittore/disegnatore (per Shaolin Cowboy - Burlyman Entertainment)